# Arylamine
Arylamine oder auch aromatische Amine sind aus aromatischen Kohlenstoffringen aufgebaut, die Amino-Gruppen als Substituenten enthalten. Sie sind chemisch stabil und haben einen basischen Charakter. In Wasser sind sie mäßig bis schlecht löslich, in Alkohol und Fettlösemitteln gut.

## Vertreter
Es gibt viele unterschiedliche Arylamine, die in anhand ihrer Struktur in unterschiedlichen Gruppen eingeteilt werden. Zum Beispiel gehören o-Toluidin und 4-Aminobiphenyl zu den monocyclischen Arylaminen, 2-Naphthylamin und Buttergelb zu den bicyclischen Arylaminen und 6-Aminochrysen zu den polycyclischen Arylaminen. Weitere Beispiele sind p-Phenylendiamin, 2,5-Diaminotoluol und Dimethylphenylendiamin.

o-Toluidin
4-Aminobiphenyl
2-Naphthylamin
Buttergelb
6-Aminochrysen
p-Phenylendiamin
2,5-Diaminotoluol
p-N,N-Dimethylphenylendiamin

## Vorkommen
Sie kommen, abgesehen von wenigen Ausnahmen, nicht in der Natur vor, sondern werden synthetisch hergestellt. Diese werden dann als Farbstoffe, zur Kunststoffherstellung und als Antioxidantien benutzt. Außerdem können sie auch in Tabakrauch oder Haarfärbemitteln gefunden werden.

## Stoffwechsel
Durch Resorption können Arylamine über den Gastrointestinaltrakt, die Atemwege und in seltenen Fällen über die Haut, aufgenommen werden. Nach Metabolisierung erfolgt die Ausscheidung überwiegend über die Niere. Die meisten Arylamine sind nach zwei bis drei Tagen vollständig eliminiert.

## Toxikologie
Die monocyclischen und bicyclischen Arylamine sind oft toxisch. Dies liegt an ihrer Fähigkeit zur Methämoglobin-Bildung. Diese Fähigkeit wird zum Biomonitoring benutzt.